# Loiré-sur-Nie
Loiré-sur-Nie è un comune francese di 308 abitanti situato nel dipartimento della Charente Marittima nella regione della Nuova Aquitania.

## Società

### Evoluzione demografica
Abitanti censiti